# András-nap

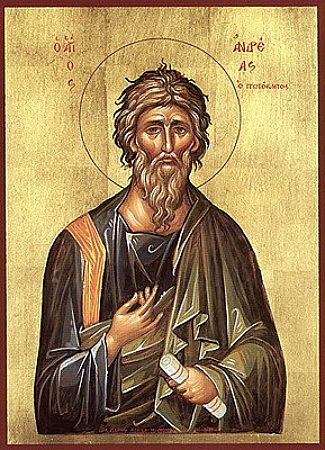
Szent András apostol

Az András-nap (november 30.) Szent András apostol ünnepe. A népi kalendáriumban ennek kapcsán november hónapot is Szent András hava néven illették.

## Hivatalos ünnepek
Szent András Skócia védőszentje, ezért ünnepe az országban nemzeti ünnep, és 2006-ban a skót parlament banki szünnappá nyilvánította.
Szent András Románia védőszentje, az András-nap ezért Romániában is hivatalos ünnep.

## Hagyományok
A nap a néphagyományban az advent közeledtét jelzi, mivel a hozzá legközelebb eső vasárnap advent első vasárnapja. Férjjósló nap volt, így sok helyütt elterjedt volt az ólomöntés és a gombócból jóslás. Az Alföldön a disznóvágási időszak kezdetét is jelölte.

## Fordítás
- Ez a szócikk részben vagy egészben a St. Andrew's Day című angol Wikipédia-szócikk ezen változatának fordításán alapul.  Az eredeti cikk szerkesztőit annak laptörténete sorolja fel. Ez a jelzés csupán a megfogalmazás eredetét és a szerzői jogokat jelzi, nem szolgál a cikkben szereplő információk forrásmegjelöléseként.